# Iivo Nei
Iivo Nei (* 31. Oktober 1931 in Tartu) ist ein estnischer Schachspieler.

## Leben
Im Jahre 1947 wurde Nei in Leningrad Sechster bei der UdSSR-Jugendmeisterschaft, der spätere Vizeweltmeister Viktor Kortschnoi gewann das Turnier. 1948 teilte Nei mit Kortschnoi den ersten Platz bei der darauffolgenden UdSSR-Jugendmeisterschaft. Acht Mal gewann Nei die Meisterschaft Estlands (1951, 1952, 1956, 1960–1962, 1971, und 1974). 1955 wurde er geteilter 3.–6. bei der Baltischen Meisterschaft in Pärnu, die Paul Keres gewann. 1960 entschied er diese Meisterschaft (in Palanga) für sich. 1962 siegte er in Tartu, 1963 und 1964 gewann er erneut die Baltische Meisterschaft. Bei der Baltischen Meisterschaft 1965 wurde er Zweiter hinter Vladas Mikėnas.
1964 teilte er als titelloser Spieler zusammen mit Keres den ersten Platz beim traditionsreichen und sehr stark besetzten Hochofenturnier in Beverwijk, sein größter internationaler Erfolg.
Die FIDE verlieh Nei 1964 daraufhin den Titel Internationaler Meister, nach damaligem Reglement war eine direkte Verleihung des Großmeistertitels nicht vorgesehen, nationale Erfolge zählten nicht bei der Vergabe, Elo-Normen gab es noch keine. Im Februar 2024 erhielt Nei schließlich den Titel Ehren-Großmeister. Seit dem Tod von Andreas Dückstein, dem der Titel gleichzeitig verliehen wurde, im August 2024 ist Nei der einzige lebende Ehren-Großmeister und der älteste lebende Schachgroßmeister.
Nei erhielt selten Einladungen zu Turnieren im Ausland, gehörte jedoch in den 1960er Jahren zu der erweiterten Weltspitze, regelmäßig innerhalb der stärksten 50 Spieler, mit Rang 21 als Bestklassierung. Seine höchste historische Elo-Zahl betrug 2667. Diese erreichte er im Dezember 1964.
Neben Nikolai Krogius und Efim Geller war er 1972 offizieller Sekundant von Schachweltmeister Boris Spasski beim Match des Jahrhunderts gegen Bobby Fischer in Reykjavík.
Nei nahm 1992 mit der estnischen Nationalmannschaft an der Mannschaftseuropameisterschaft teil. Bei der Mannschaftseuropameisterschaft 1997 war er ebenfalls als Reservespieler nominiert worden, blieb jedoch ohne Einsatz.
Nei wird bei der FIDE als inaktiv geführt, da er seit einem im Juni 2011 in Stockholm ausgetragenen Seniorenturnier keine Elo-gewertete Partie mehr gespielt hat.